# Rutu Modan

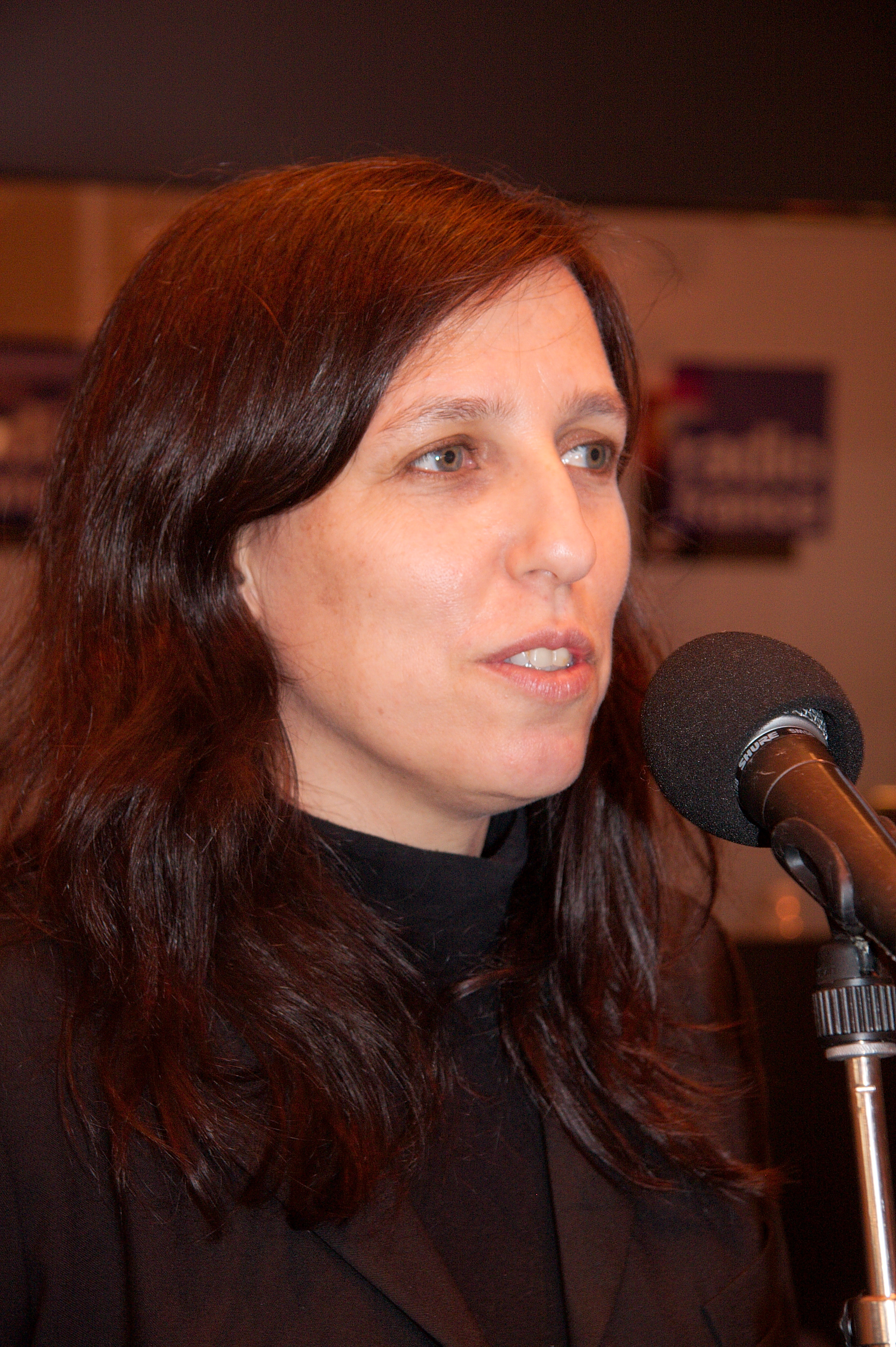
Rutu Modan (2008)

Rutu Modan (geboren 1966 in Ramat Gan, Bezirk Tel Aviv) ist eine israelische Comiczeichnerin und Autorin von Graphic Novels.

## Leben
Rutu Modans Eltern arbeiteten als Ärzte im „Sheba Medical Center“ in Ramat Gan, und sie wuchs dort und in der Region Tel Aviv auf. Sie studierte bis 1992 Kunst an der Bezalel Academy of Arts and Design und wurde danach mit Yirmi Pinkus Herausgeberin der kurzlebigen israelischen Ausgabe des Magazins Mad. 1995 wurden beide Mitgründer der Künstlergruppe Actus Tragicus. Modan veröffentlichte ihre Comics in verschiedenen Medien und verfasste einige Kinderbücher. 2007 schrieb sie ihre erste Graphic Novel.
Modan war 2001 beim Ignatz Award nominiert. Sie erhielt 2006 zusammen mit Tim Dinter, Jens Harder, Yirmi Pinkus, Guy Morad und Jan Feindt für Cargo eine Erwähnung beim ICOM Independent Comic Preis. Im Jahr 2008 wurde sie für Exit wounds mit dem Eisner Award ausgezeichnet.
Ihr 2020 erschienener Comic Tunnel erzählt von einer Archäologin, die bei heimlichen Grabungen nach der Bundeslade unter der Mauer zum Westjordanland auf Palästinenser trifft, die in die andere Richtung graben. Der Comic ist „politisch brisant und lustig zugleich“, so der Deutschlandfunk. Die der Ligne claire verpflichteten Zeichnungen seien ebenso klar, wie die Erzählweise der verstrickten Geschichte. 2022 wurde das Werk für den Max-und-Moritz-Preis nominiert.
Modan lebt mit Mann und zwei Kindern in Tel Aviv.

## Werke (Auswahl)
- Exit wounds. Drawn & Quarterly, Montréal 2007
  - Blutspuren. Edition Moderne, Zürich, 2008
- Das Erbe. Aus dem Hebräischen von Gundula Schiffer. Carlsen, Hamburg 2013
- Ketchup für die Königin. Aus dem Hebräischen von Mirjam Pressler. München: Kunstmann, 2013
- Tunnel. Aus dem Hebräischen von Markus Lemke. Hamburg: Carlsen, 2020